# Dieta de eliminación
Una dieta de eliminación, también conocida como dieta de exclusión, es un procedimiento de diagnóstico utilizado para identificar alimentos que un individuo no puede consumir sin efectos adversos. Los efectos adversos pueden deberse a alergia alimentaria, intolerancia alimentaria, otros mecanismos fisiológicos (como el metabolismo o las toxinas), o una combinación de estos. Las dietas de eliminación generalmente implican eliminar por completo un alimento sospechoso de la dieta durante un período de dos semanas a dos meses, y esperar para determinar si los síntomas se resuelven durante ese período de tiempo. En casos raros, un profesional de la salud puede usar una dieta de eliminación, también conocida como dieta oligoantigénica, para aliviar al paciente de los síntomas que está experimentando.
Las razones comunes para llevar a cabo una dieta de eliminación incluyen sospechas de alergias alimentarias y sospechas de intolerancias alimentarias. Una dieta de eliminación podría eliminar uno o más alimentos comunes, como huevos o leche, o podría eliminar una o más sustancias menores o no nutritivas, como colorantes artificiales. 
Una dieta de eliminación se basa en prueba y error, para identificar alergias e intolerancias específicas. Típicamente, si los síntomas se resuelven después de la eliminación de un alimento de la dieta, entonces el alimento se reintroduce para ver si reaparecen los síntomas. Se ha afirmado que este enfoque de challenge–dechallenge–rechallenge es particularmente útil en casos con síntomas intermitentes o vagos.     
La dieta de exclusión puede ser una herramienta o método de diagnóstico utilizado temporalmente para determinar si los síntomas de un paciente están relacionados con los alimentos. El término dieta de eliminación también se usa para describir una "dieta de tratamiento", que elimina ciertos alimentos para un paciente.
Las reacciones adversas a los alimentos pueden deberse a varios mecanismos. La identificación correcta del tipo de reacción en un individuo es importante, ya que pueden requerirse diferentes enfoques de gestión. El área de las alergias e intolerancias alimentarias ha sido controvertida y actualmente es un tema muy investigado. Se ha caracterizado en el pasado por la falta de aceptación universal de definiciones, diagnóstico y tratamiento.

## Historia
El concepto de la dieta de eliminación fue propuesto por primera vez por el Dr. Albert Rowe en 1926 y expuesto en su libro, Elimination Diets and the Patient's Allergies, publicado en 1941.
En 1978, investigadores australianos publicaron detalles de una 'dieta de exclusión' para excluir productos químicos alimenticios específicos de la dieta de los pacientes. Esto proporcionó una base para el desafío con estos aditivos y productos químicos naturales. Usando este enfoque, el papel desempeñado por los factores químicos de la dieta en la patogénesis de la urticaria idiopática crónica (UCI) se estableció por primera vez y preparó el escenario para futuros ensayos DBPCT de tales sustancias en estudios de intolerancia alimentaria.

## Definiciones
"Hipersensibilidad alimentaria" es un término general que incluye alergia alimentaria e intolerancia alimentaria.
La alergia alimentaria se define como una hipersensibilidad inmunológica que ocurre con mayor frecuencia a las proteínas alimentarias como el huevo, la leche, los mariscos, los frutos secos, la soja, el trigo y el maní. Su mecanismo de respuesta biológica se caracteriza por una mayor producción de anticuerpos IgE (inmunoglobulina E).
Una intolerancia alimentaria, por otro lado, no activa el sistema de respuesta inmune del individuo. Una intolerancia alimentaria difiere de una alergia alimentaria o sensibilidad química porque generalmente requiere un tamaño de porción normal para producir síntomas similares a una respuesta inmunológica de IgE. Si bien las intolerancias alimentarias pueden confundirse con una alergia alimentaria, se cree que se originan en el sistema gastrointestinal. Las intolerancias alimentarias generalmente son causadas por la incapacidad del individuo para digerir o absorber alimentos o componentes de alimentos en el tracto intestinal. Un ejemplo común de intolerancia alimentaria es la intolerancia a la lactosa. 
- Las reacciones metabólicas a los alimentos se deben a errores innatos o adquiridos del metabolismo de los nutrientes, como diabetes mellitus, deficiencia de lactasa, fenilcetonuria y favismo. Las reacciones alimentarias tóxicas son causadas por la acción directa de un alimento o aditivo sin implicación inmune.[15]
- Las reacciones farmacológicas son generalmente a productos químicos de bajo peso molecular que se presentan como compuestos naturales como salicilatos, aminas o sustancias añadidas artificialmente como conservantes, colorantes, emulsionantes y potenciadores del sabor, incluido el glutamato (MSG).[16] Estos productos químicos son capaces de causar efectos secundarios similares a los medicamentos (bioquímicos) en individuos susceptibles.
- Las toxinas pueden estar presentes naturalmente en los alimentos o liberadas por bacterias o por la contaminación de productos alimenticios.[17][18]
- Las reacciones psicológicas implican la manifestación de síntomas clínicos causados no por la comida sino por las emociones asociadas con la comida. Los síntomas no ocurren cuando la comida se administra de forma irreconocible.[19] Aunque un individuo puede tener una reacción adversa a un alimento, esto no se considera una intolerancia alimentaria.

Las dietas de eliminación son útiles para ayudar en el diagnóstico de alergia alimentaria e intolerancia farmacológica a los alimentos. Las reacciones metabólicas, tóxicas y psicológicas deben diagnosticarse por otros medios.

## Diagnóstico
La alergia alimentaria se diagnostica principalmente mediante un cuidadoso historial y examen. Cuando las reacciones ocurren inmediatamente después de la ingestión de ciertos alimentos, el diagnóstico es sencillo y puede documentarse mediante el uso de pruebas cuidadosamente realizadas, como la prueba de punción cutánea (SPT) y la prueba RAST de radioalergosorbente para detectar anticuerpos IgE específicos para proteínas alimentarias específicas y aeroalergenos. Sin embargo, se obtienen resultados falsos positivos cuando se usa el SPT cuando el diagnóstico de un alergeno alimentario particular es difícil de determinar. Esto puede confirmarse mediante la exclusión del alimento sospechoso o alergeno de la dieta del paciente. Luego es seguido por un desafío adecuadamente cronometrado bajo cuidadosa supervisión médica. Si no hay cambios en los síntomas después de 2 a 4 semanas de evitar la proteína, es improbable que la alergia alimentaria sea la causa y se deben investigar otras causas como la intolerancia alimentaria. Este método de prueba de exclusión-desafío es la premisa sobre la cual se basa la Dieta de Eliminación, como se explica en las secciones a continuación. 
La prueba de la máquina de Vega, una prueba bioeléctrica, es un método controvertido que intenta medir alergias o intolerancias alimentarias o ambientales. Actualmente no se ha demostrado que esta prueba sea una medida efectiva de una alergia o intolerancia.
La intolerancia alimentaria debido a una reacción farmacológica es más común que la alergia alimentaria y se estima que ocurre en el 10% de la población. A diferencia de una alergia alimentaria, una intolerancia alimentaria puede ocurrir en personas no atópicas. Las intolerancias alimentarias son más difíciles de diagnosticar ya que los productos químicos alimenticios individuales están muy extendidos y pueden ocurrir en una variedad de alimentos. La eliminación de estos alimentos uno a la vez sería inútil para diagnosticar la sensibilidad. Los productos químicos naturales como los benzoatos y los salicilatos que se encuentran en los alimentos son idénticos a los aditivos artificiales en el procesamiento de alimentos y pueden provocar la misma respuesta. Dado que un componente específico no se conoce fácilmente y las reacciones a menudo se retrasan hasta 48 horas después de la ingestión, puede ser difícil identificar alimentos sospechosos. Además, los productos químicos a menudo exhiben relaciones dosis-respuesta y, por lo tanto, los alimentos pueden no desencadenar la misma respuesta cada vez. Actualmente no existe un análisis de piel o de sangre disponible para identificar los químicos ofensivos y, en consecuencia, las dietas de eliminación destinadas a identificar intolerancias alimentarias deben diseñarse cuidadosamente. Todos los pacientes con sospecha de intolerancia alimentaria deben consultar primero a un médico para eliminar otras posibles causas.
La dieta de eliminación debe ser integral y debe contener solo aquellos alimentos que probablemente no provoquen una reacción en un paciente. También deben poder proporcionar una nutrición y energía completas durante las semanas que se llevará a cabo. Se recomienda encarecidamente el asesoramiento nutricional profesional de un dietista o nutricionista. Una educación exhaustiva sobre la dieta de eliminación es esencial para garantizar que los pacientes y los padres de niños con sospecha de intolerancia alimentaria comprendan la importancia de la adherencia completa a la dieta, ya que el consumo inadvertido de un producto químico nocivo puede prevenir la resolución de los síntomas y hacer que los resultados del desafío sean inútiles. 
Durante la dieta de eliminación, se mantienen registros de todos los alimentos consumidos, los medicamentos tomados y los síntomas que el paciente puede estar experimentando. Se informa a los pacientes que los síntomas de abstinencia pueden ocurrir en las primeras semanas con la dieta de eliminación y algunos pacientes pueden experimentar síntomas que empeoran inicialmente antes de establecerse. 
Durante la dieta, algunos pacientes se vuelven sensibles a los humos y olores, que también pueden causar síntomas. Se aconseja evitar tales exposiciones ya que esto puede complicar la eliminación y los procedimientos de desafío. Los productos derivados del petróleo, las pinturas, los agentes de limpieza, los perfumes, el humo y los aerosoles a presión son químicos particulares que deben evitarse al participar en una dieta de eliminación. Una vez que se completa el procedimiento, esta sensibilidad se vuelve menos problemática. 
La mejoría clínica generalmente ocurre durante un período de 2 a 4 semanas; Si no hay cambios después de una estricta adherencia a la dieta de eliminación y los factores desencadenantes, es improbable que la intolerancia alimentaria sea la causa. Luego, se puede reanudar una dieta normal introduciendo gradualmente alimentos sospechosos y eliminados o un grupo químico de alimentos uno por uno. Aumente gradualmente la cantidad hasta dosis altas durante 3 a 7 días para ver si se provocan reacciones exacerbadas antes de reintroducir permanentemente ese alimento en la dieta. Por lo general, no se recomienda una dieta de eliminación estricta durante el embarazo, aunque una reducción en los alimentos sospechosos que reducen los síntomas puede ser útil.

## Prueba de desafío
La prueba de desafío no se lleva a cabo hasta que todos los síntomas hayan desaparecido o mejorado significativamente durante cinco días después de un período mínimo de dos semanas con la dieta de eliminación. Las restricciones de la dieta de eliminación se mantienen durante todo el período de desafío. Los desafíos alimentarios abiertos en el trigo y la leche pueden llevarse a cabo primero, luego seguidos de períodos de desafío con productos químicos alimentarios naturales y luego con aditivos alimentarios. Los desafíos pueden tomar la forma de químicos alimenticios purificados o con alimentos agrupados de acuerdo con los químicos alimentarios. Los productos químicos alimentarios purificados se usan en pruebas controladas con placebo doble ciego, y los desafíos alimentarios implican alimentos que contienen solo un producto químico alimenticio sospechoso que se come varias veces al día durante 3 a 7 días. Si se produce una reacción, los pacientes deben esperar hasta que todos los síntomas desaparezcan por completo y luego esperar otros 3 días (para superar un período refractario) antes de recomendar los desafíos. Los pacientes con antecedentes de asma, edema laríngeo o anafilaxia pueden ser hospitalizados como pacientes hospitalizados o atendidos en clínicas especializadas donde hay instalaciones de reanimación disponibles para las pruebas. 
Si algún resultado es dudoso, la prueba se repite, solo cuando se completan todas las pruebas se determina una dieta de tratamiento para el paciente. La dieta restringe solo aquellos compuestos a los que el paciente ha reaccionado y con el tiempo se intenta la liberalización. En algunos pacientes, la alergia alimentaria y la intolerancia alimentaria pueden coexistir, con síntomas como asma, eccema y rinitis. En tales casos, la dieta de eliminación de intolerancia alimentaria se utiliza para la investigación dietética. Cualquier alimento identificado por SPT o RAST como sospechoso no debe incluirse en la dieta de eliminación.